# コマーさる君
コマーさる君（こまーさるくん）は「CMのCMキャンペーン」のキャラクター。このキャラクターの声を担当しているのは俳優の阿部サダヲ。

## 概要
日本民間放送連盟が製作したコマーシャルをコマーシャルするキャラクター。
ビデオデッキやDVDレコーダー・HDDレコーダーが登場し、多くの人はテレビ番組をその機器で録画するようになり、番組の視聴が放送時間に制約されることは少なくなった。録画する人の多くは録画した番組に興味があり早送り機能で飛ばされるなど無視される傾向にある中で、CMの役割の再認識や有用性をアピールするべく民放連の営業委員会によりCMを製作した。
近年、GyaOなどのようにインターネットでの番組視聴なども出てきており、これらインターネットのコンテンツ業者にスポンサーを取られることも危惧しているものと思われる。
藤子・F・不二雄が「こどもの光」1980年8月号で発表した読切漫画『コマーさる』とは無関係だが、藤子プロには事前に名前の使用の了解は得ている。

## 特徴
- 頭がテレビのような形をした猿[1]。顔の比率は16:9とデジタルハイビジョン仕様になっている。
- しっぽはACプラグ、へそはコンセントになっている[1]。
- 1953年8月28日生まれ（日本テレビ放送網が日本で初めて民間によるテレビ放送を開始した日であり、それによって日本でのテレビCMがこの日から放送開始となった）[1]。ただし52歳ではない[1]。
- 性格は人懐っこいものの案外シャイで、いたずら好きで涙に脆く、流行には敏感で観察眼が鋭い[1]。
- 好きなタレントは「CMアイドル」[1]。

## その他
- 北海道では、北海道放送にて同社のキャラクターもんすけと共演したCMが放送された[2]。
- 日本テレビではコマーさる君の誕生日に合わせ、2006年から毎年8月28日の放送番組（報道番組など一部を除く）において、提供クレジットのテロップにコマーさる君のイラストを併せて表示している（その他の日本テレビ系列局でもローカルスポンサーの時に実施）。
- フジテレビでは2006年に放送されていたフジサンケイグループ広告大賞にコマーさる君が登場していた。
- 2007年8月28日の日本テレビ「ズームイン!!SUPER」にコマーさる君の着ぐるみが登場し、同番組キャラクターのズーミン・チャーミンと共演した。